# Marcelo Rebelo de Sousa
Marcelo Nuno Duarte Rebelo de Sousa (Lissabon, 12 december 1948) is een Portugees politicus. Sinds 9 maart 2016 is hij de president van Portugal.

## Biografie
Marcelo Rebelo de Sousa werd op 12 december 1948 in Lissabon geboren als jongste van zes kinderen. Zijn vader, Balthazar Rebelo de Sousa, was arts van opleiding maar maakte vooral carrière in de openbare diensten tijdens de regimes van António de Oliveira Salazar en Marcello Caetano. Het was overigens premier Caetano, een huisvriend van de familie, die zijn moeder naar het ziekenhuis bracht om er te bevallen. Als dank kreeg het kind de (roep)naam Marcelo.
In zijn jeugd was hij militant in de Acção Católica Portuguesa (Portugese Katholieke Actie), een organisatie die mensen probeerde warm te maken voor het katholieke geloof. Hij huwde in 1972 met Ana Cristina Motta Veiga en scheidde van zijn echtgenote in 1980. Tezamen hebben ze twee kinderen. Hij hertrouwde nooit, maar heeft sinds de jaren tachtig wel een relatie met een advocate, Rita Amaral Cabral, met wie hij echter niet samenleeft.

### Professionele carrière
Marcelo Rebelo de Sousa studeerde rechten aan de Universiteit van Lissabon, waar hij in 1984 ook doctor werd in de juridische en politieke wetenschappen. Hij is hoogleraar aan het Instituut voor Recht en Politieke Wetenschappen van de Universiteit van Lissabon. Daarnaast was hij ook gastprofessor aan verschillende andere Portugese universiteiten. Voorts kreeg hij een eredoctoraat van de Universiteit van Porto. In Portugal wordt hij beschouwd als een expert op het gebied van politieke wetenschappen, staatsrecht en administratief recht. Hiervoor werd hij lid van de Raad van State, een adviesorgaan van de president.
Naast zijn academische loopbaan, is hij ook altijd zeer actief geweest als journalist. Hij was stichter en directeur van twee gerespecteerde dagbladen (Expresso en Semanário) en werd politiek commentator. Eerst voor de radio met een programma waarin hij politici en hun acties wekelijks op een schaal van 0 tot 20 een cijfer gaf. Vervolgens was hij ook actief bij verschillende televisiezenders.

### Politieke carrière
Vlak na de stichting van de centrumrechtse Partido Social Democrata (PSD) in mei 1974 sloot hij zich aan bij deze partij en hij kreeg partijkaart nr. 3. Hij werd de eerste voorzitter van de Politieke Commissie van de partij in Lissabon (1975-1977). In 1975, na de Anjerrevolutie, werd hij verkozen als vertegenwoordiger in de Constituerende Assemblee.
In 1982 was hij kort minister voor Parlementaire Zaken in de regering van Francisco Pinto Balsemão. In 1989 deed hij een gooi naar het burgemeesterschap van Lissabon. Hij dook daarvoor zelfs in de Taag om aan te tonen dat deze niet vervuild was. Het lukte hem evenwel niet om de burgemeesterszetel in de wacht te slepen (die ging naar de latere president Jorge Sampaio). Hij werd vervolgens wel burgemeester van de residentiële gemeente Cascais, vlak bij Lissabon.
Van 1996 tot 1999 was Rebelo de Sousa voorzitter van de PSD en ijverde ervoor dat deze partij aansloot bij de Europese Volkspartij in het Europees Parlement. Hij was ondervoorzitter van de EVP tussen 1997 en 1999.
Rebelo de Sousa is een gematigd conservatief politicus en staat bekend als een intellectueel die zich goed kan onderhouden met mensen uit alle lagen van de bevolking. Hij laat zich er graag op voorstaan maar vijf uur slaap nodig te hebben en zo’n twee boeken per dag te lezen.
In 2015 stelde Rebelo de Sousa zich verkiesbaar voor het presidentschap van Portugal. Dit deed hij officieel niet als kandidaat van de PSD, maar als onafhankelijke. In januari 2016 werd hij verkozen tot president van Portugal. Hij werd al in de eerste stemronde verkozen met 52,99% van de stemmen. Op 9 maart 2016 legde hij de eed af. Op 24 januari 2021 werd hij, eveneens in de eerste stemronde, herkozen voor een tweede termijn met ruim 60% van de stemmen.
Manuel de Arriaga · Teófilo Braga · Bernardino Machado · Sidónio Pais · João do Canto e Castro · António José de Almeida · Manuel Teixeira Gomes · Bernardino Machado · Mendes Cabeçadas · Gomes da Costa · António Óscar Carmona · António de Oliveira Salazar · Francisco Craveiro Lopes · Américo Tomás · António de Spinola · Francisco da Costa Gomes · António Ramalho Eanes · Mário Soares · Jorge Sampaio · Aníbal Cavaco Silva · Marcelo Rebelo de Sousa
- Bibsys: 90406200
- Bibliothèque nationale de France: cb15552211f (data)
- Gemeinsame Normdatei: 173455689
- International Standard Name Identifier: 0000 0000 7996 1365
- Library of Congress Control Number: n80133946
- Nederlandse Thesaurus van Auteursnamen: 075073226
- Réseau des bibliothèques de Suisse occidentale: 02-A000154315
- Istituto Centrale per il Catalogo Unico: UBOV109056
- Système universitaire de documentation: 061065951
- Virtual International Authority File: 275324785
- WorldCat: E39PBJf48QKxDcCXDV63R96tKd